# Ulrich Becker (Theologe)
Ulrich Becker (* 21. September 1930 in Halle) ist ein deutscher evangelischer Theologe und Hochschullehrer.

## Leben und Wirken
Ulrich Becker, Sohn von Maria Becker, geborene Ulrich, und des Pfarrers Erich Becker, studierte von 1948 bis 1950 Evangelische Theologie in Halle/Saale und von 1950 bis 1953 Evangelische Theologie und Klassische Archäologie in Erlangen. Von 1955 bis 1961 war Becker Assistent am Seminar für Geschichte des Urchristentums und Studentenpfarrervertreter an der Universität Erlangen. 1959 war er zum Dr. theol. promoviert und 1961 erfolgte das zweite theologische Examen sowie seine Ordination zum Pfarrer. Seine Lehrtätigkeit begann er 1961 an der Pädagogischen Hochschule Hannover. Von 1964 bis zu seiner Emeritierung 1995 war er Professor für Theologie und Religionspädagogik an der Pädagogischen Hochschule Hannover, wo er 1964 den Lehrstuhl für Evangelische Theologie und Methodik des evangelischen Religionsunterrichts erhalten hat, bzw. an der Universität Hannover. Zwischen 1977 und 1985 war er beurlaubt für eine Tätigkeit als Direktor des Erziehungsbüros beim Ökumenischen Rat der Kirchen in Genf (Schweiz). In der Schweiz lebte er in Chêne-Bougeries. Von 1973 bis 1999 war er außerdem Mitglied des Vorstands und von 1993 bis 1999 erster Vorsitzender des Comenius-Instituts sowie von 1991 bis 1997 Mitglied der EKD-Synode.
Er ist seit 1955 mit Inge Becker, geborene Raethjen, verheiratet und hat drei Kinder (Barbara, Friederike und Kristin).

## Wissenschaftliche Schwerpunkte
Beckers hauptsächliche Arbeitsgebiete sind u. a. die Fachbereiche Neues Testament, Biblische Didaktik, Ökumenische Theologie und Religionspädagogik.

## Veröffentlichungen (Auswahl)
- mit Siegfried Wibbing: Wundergeschichten. Gütersloh 1972.
- Jesus und die Ehebrecherin. Untersuchungen zur Text- und Überlieferungsgeschichte von Joh. 7,53–8,11. Berlin 1963.
- „Glaubst du eigentlich an Gott?“ Kind und Religion, ein Ratgeber für Eltern und Erzieher. Gütersloh 1989.
- Hoffnung für die Kinder dieser Erde. Beiträge für Religionspädagogik und Ökumene. Münster 2004.